# Kuala Tadu
Kuala Tadu is een bestuurslaag in het regentschap Nagan Raya van de provincie Atjeh, Indonesië. Kuala Tadu telt 603 inwoners (volkstelling 2010).